# Гречаний Володимир Володимирович
Володи́мир Володи́мирович Греча́ний (нар. 23 березня 1978, м. Вознесенськ, Миколаївська область, Українська РСР — 14 червня 2014, м. Маріуполь, Донецька область, Україна) — український прикордонник, прапорщик ДПСУ, учасник російсько-української війни.

## Життєпис
Володимир Гречаний народився 1978 року в місті Вознесенську Миколаївської області, в сім'ї робітників. Батько Володимира працював водієм, мати — продавцем. 1984 року пішов до нульового класу Вознесенської загальноосвітньої школи № 5. Після закінчення 9 класу в 1994 році вступив до СПТУ-32 м. Вознесенська, де здобув фах механізатора широкого профілю.
В серпні 1996 був призваний на строкову військову службу, яку проходив в селищі Оршанець Черкаської області, у Навчальному центрі прикордонних військ, в/ч 9930. Того ж року закінчив Навчальний центр підготовки і перепідготовки прапорщиків за фахом «старший технік» в м. Чугуєві Харківської області, і 1997-го повернувся на службу до рідної частини. Спеціальності за освітою: тракторист-машиніст, слюсар-ремонтник, водій автомобіля, старший технік. Призначений на посаду старшого інструктора відділення навчальних машин.
4 вересня 1999 року одружився із Тетяною, з якою познайомився ще в училищі у Вознесенську, де вона навчалась на кухаря-кондитера.
2004 року пройшов навчання на спеціальних кількамісячних курсах «Сатурн» у Хмельницькому.
В грудні 2005 року Володимира відправили до німецького міста Франкфурт-на-Майні, де він проходив службу на посаді коменданта в генеральному консульстві. Через два роки бездоганної служби за кордоном повернувся в Оршанський навчальний центр.
З 22.02.2008 — помічник начальника відділення забезпечення спеціальними засобами відділу інженерного та технічного забезпечення Навчального центру підготовки молодших спеціалістів Державної прикордонної служби України, в/ч 9930, Оршанець.
Все життя Володимир Гречаний навчався й вдосконалював свої знання та навички. На новій посаді читав багато технічної літератури, в Інтернеті відшукував новинки про різні види сучасної зброї. В його службовій характеристиці зазначено: «Досвідчений фахівець, із добре розвиненим почуттям особистої відповідальності, вірний Військовій присязі та народові України».
У зв'язку з російською збройною агресією проти України відбув на Схід для супроводження та заміни складу мото-маневреної групи. 13 червня 2014 року оршанські прикордонники прибули до розташування Бердянського прикордонного загону.

## Обставини загибелі
14 червня 2014 року близько 10:00 на околиці міста Маріуполя, в районі заводу «Азовсталь», терористами із засідки була обстріляна колона автомобілів Державної прикордонної служби, яка направлялась на ротацію до підрозділів ДПСУ із вантажем провізії та речового майна. Колону чекали і для засідки обрали відкрите пристріляне місце на мосту. Терористи зробили по колоні три постріли з гранатометів і відкрили вогонь з автоматів. Один постріл з гранатомету влучив у кабіну автомобіля МАЗ, який перевозив боєприпаси. В кабіні перебували службовець (водій) Олександр Островський і прапорщик Володимир Гречаний. В результаті вибуху Островський одразу загинув, а Гречаний дістав тяжкі поранення і ще боровся за життя. Він помер на операційному столі в Маріупольській міській лікарні, його серце запускали двічі, втретє запустити не вдалося… Другий постріл з гранатомета потрапив у задню частину автобуса, який перевозив особовий склад. Військовослужбовці покинули машину та вступили у бій. По них працювали снайпери. Майор Микола Зайцев і старшина Сергій Єпіфанов загинули від снайперських куль у голову, коли переміщувалися до укриття. Майор Віталій Вінніченко був в автобусі, що рухався у хвості колони. Розривна куля влучила йому під бронежилет, у незахищену зону під рукою, і розірвала печінку. За годину він помер у кареті швидкої допомоги. Бій тривав близько півгодини, загинули 5 прикордонників Оршанського Навчального центру. Згодом на допомогу надійшла група з Донецького прикордонного загону, а за кілька хвилин і бійці Національної гвардії. Ще 7 прикордонників у тому бою зазнали поранень.
17 червня прощання із загиблими прикордонниками пройшло в Оршанці на Черкащині, де вони служили і жили вже кілька років. Наступного дня з Володимиром Гречаним прощались у рідному Вознесенську. Похований на міському кладовищі в районі «Натягайлівка».
Удома в Оршанці залишилися дружина Тетяна та 12-річна донька Аня, яка навчається в місцевій школі імені Героїв-прикордонників. У Вознесенську — батьки, Людмила Григорівна і Володимир Іванович, сестра Наталія. Чоловік Наталії, вознесенець Бондар Олександр Борисович, 5 серпня 2014 року добровольцем мобілізувався до 95-ї ОАеМБр, рік воював на фронті, помер в зоні АТО 3 серпня 2015-го.

## Нагороди та відзнаки
- Орден «За мужність» III ст. (20.06.2014, посмертно) — за особисту мужність і героїзм, виявлені у захисті державного суверенітету та територіальної цілісності України, вірність військовій присязі та незламність духу[7].
- Почесна відзнака «За заслуги перед Черкащиною» (посмертно).
- Пам'ятний знак «За заслуги перед містом Черкаси» І ст. (2015, посмертно)[8].
- Звання «Почесний громадянин міста Черкаси» (2016, посмертно)[9].
- Пам'ятна відзнака «Герой Миколаївщини» (2017, посмертно)[10].
- Почесний громадянин Вознесенська (2019, посмертно)[11].

## Вшанування пам'яті
- У липні 2014 року в селі Руська Поляна Черкаського району, поблизу якого розташований Оршанський навчальний центр ДПСУ, вулицю Дзержинського перейменовано на вулицю Володимира Гречаного[12].
- В травні 2015 року в Черкасах відкрито пам'ятний знак землякам, які загинули в зоні АТО. На 4-метровому кованому хресті — імена і фотографії 20 полеглих Героїв, серед яких і Володимир Гречаний[13].
- 17 червня 2017 року в Маріуполі, під час урочистостей з нагоди річниці визволення Маріуполя від бойовиків було відкрито меморіальний пам'ятник з іменами воїнів-прикордонників, які загинули від рук терористів 14 червня 2014 року. Меморіал було встановлено на пост-мосту, де загинули прикордонники. Поряд з ним встановлений прикордонний стовп — символ української землі, за яку прикордонники віддали свої життя[2][14].
- У Вознесенську вулицю Морозова прейменавули на вулицю Гречаного[15].